# Xã Madison, Quận Harrison, Missouri
Xã Madison (tiếng Anh: Madison Township) là một xã thuộc quận Harrison, tiểu bang Missouri, Hoa Kỳ. Năm 2010, dân số của xã này là 437 người.